# Fernando Cóndon
Fernando Cóndon (* 13. Dezember 1955 in Montevideo) ist ein uruguayischer Komponist und Dirigent.

## Leben
Cóndon studierte Komposition, Orchesterleitung, Klavier und Klarinette bei Héctor Tosar, Graciela Paraskevaídis, Coriún Aharonián und Federico García Vigil in Uruguay und Guillermo Scarabino in Buenos Aires und war mehrere Jahre Assistent von David Machado. Er nahm u. a. an den Cursos Latinoamericanos de Música Contemporánea, dem Festival de Bahía, der IX. Tribuna Musical para América Latina y el Caribe (TRIMALCA, Havanna 2000), dem Festival de Música Contemporánea de Bogotá und den Donaueschinger Musiktagen teil und besuchte Seminare und Workshops von Musikern wie Luigi Nono, Milko Kelemen, Wilhelm Zobl, Dieter Schnebel, Jesús Villa Rojo, Josep M. Mestres Quadreny, Kurt Masur, Isaac Karabtchewsky, Hans Joachim Koellreutter, Martin Bresnick, Zygmunt Krauze und Dieter Kaufmann.
Als Komponist, Musiker, Sounddesigner, Regisseur und Dirigent wirkte Cóndon an mehr als einhundert Musiktheaterproduktionen mit, zudem beteiligte er sich als Komponist auch an audiovisuellen Produktionen. Mehrere Jahre leitete er das Orquesta Sinfónica de SODRE. Mit dem Orquesta Sinfónica de Chile nahm er 2007 ein Album mit Kompositionen Celso Garrido-Leccas auf. 
Er ist Vorstandsmitglied der Sociedad de Uruguaya de Música Contemporánea (der uruguayischen Sektion der Internationalen Gesellschaft für Neue Musik), des Consejo General de la Música und des Fondo Nacional de Música, Codirektor des Centro de Documentación Musical der Mercosur und Mitglied der Programmkommission des Núcleo Música Nueva. Mehr als vierzig Jahre arbeitete er für den SODRE in Funktionen als Musikarchivar, stellvertretender Direktor und künstlerischer Leiter. 
Cóndons Werkkatalog umfasst symphonische und kammermusikalische Partituren, elektroakustische Werke und Musik für Ballett (u. a. Delmira, Alfonsina y el Mar, Variaciones agridulces). Für seine künstlerische Leistung erhielt er 2002 den Premio Morosoli der Fundación Lolita Rubial. 2019 wurde er mit dem Nationalpreis für Musik des Ministeriums für Erziehung und Kultur ausgezeichnet.